# Heinz Heger

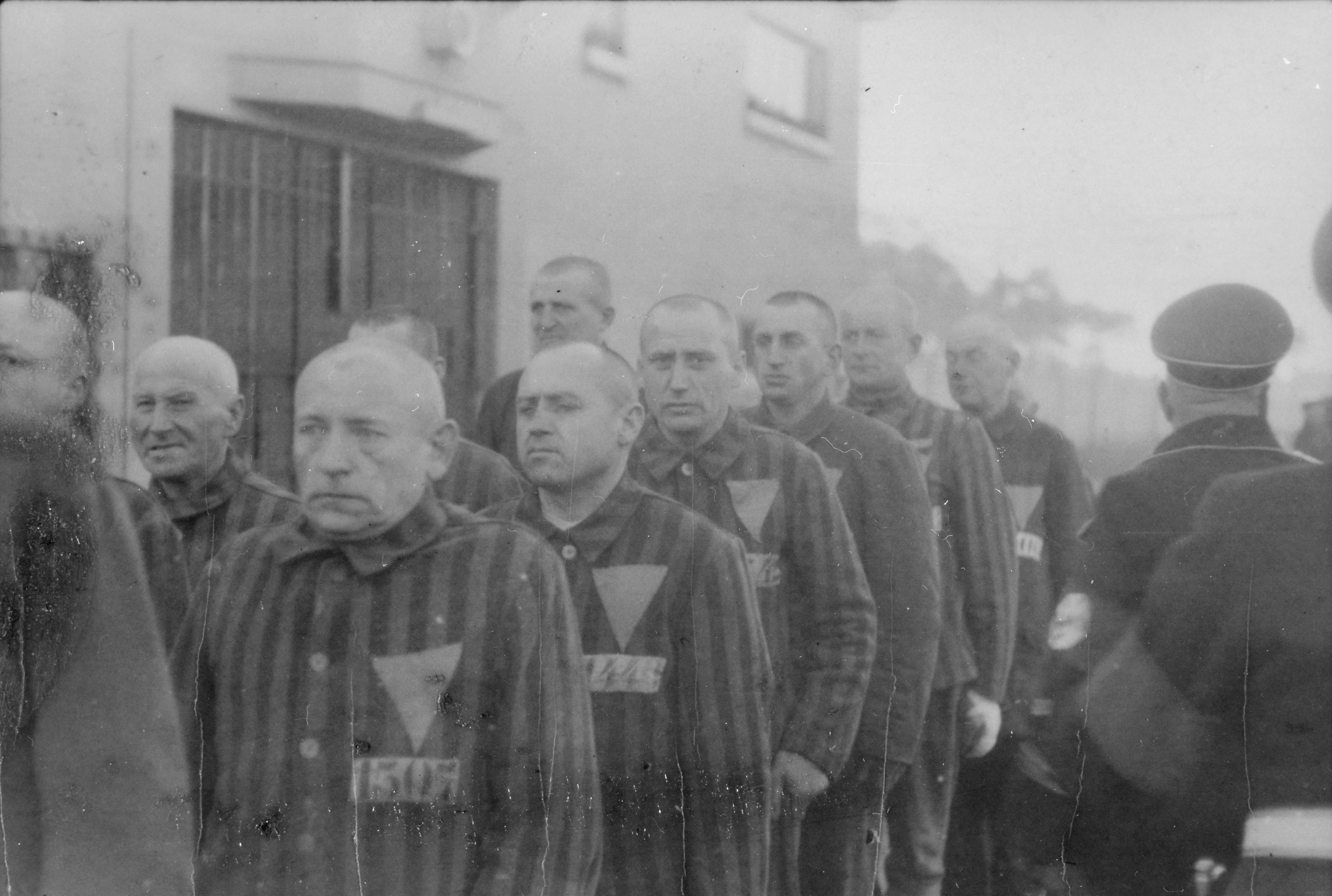
Lägerfångar med triangelmärken, Sachsenhausen 1938.

Josef Kohout, född 1917 i Wien, död där i mars 1994, var en österrikisk författare, verksam som författare under pseudonymen Heinz Heger. Han är mest känd för den självbiografiska boken Fångarna med rosa triangel (Die Männer mit dem rosa Winkel), utgiven 1972.

## Biografi
Kohout arresterades 1939 på grund av sin homosexualitet; han hade en kärleksrelation med sonen till en nazistfunktionär. Manlig homosexualitet var kriminaliserad enligt den tyska strafflagens paragraf 175 och straffet kunde bli upp till tio års fängelse. Kohout internerades i koncentrationslägret Sachsenhausen och förflyttades 1940 till Flossenbürg. I april 1945 tvingades han tillsammans med tusentals andra lägerfångar ut på en så kallad dödsmarsch till Dachau. Marschen slutade i staden Cham, där de utmärglade fångarna befriades av de allierade styrkorna. Kohout hade då överlevt i sex år i nazistiska koncentrationsläger, bland annat tack vare att han var älskare till en kapo som flera gånger räddade hans liv.
Kohoits bok är en av mycket få publicerade redogörelser över de homosexuellas situation under nazismen och i koncentrationslägren. Titeln hänvisar till det märke i form av en rosa triangel som de homosexuella fångarna i koncentrationslägren tvingades bära. Kohouts bok har översatts till flera språk och gavs 1984 ut på svenska. 2013 utkom boken på förlaget Atlas i nyöversättning av Anna Lindberg och med ett förord av Jonas Gardell. Den nya titeln var Männen med rosa triangel.
Kohouts bok är underlaget till pjäsen Bent, skriven 1979 av den amerikanska författaren Martin Sherman. Pjäsen filmatiserades 1997 av engelsmannen Sean Mathias.